# Toutes les femmes en moi
Toutes les femmes en moi è l'ottavo album in studio della cantante belga-canadese Lara Fabian, pubblicato nel 2009. Il disco contiene diverse cover.

## Tracce
1. Soleil Soleil (Nana Mouskouri)
2. J'ai 12 ans (Diane Dufresne)
3. Amoureuse (Véronique Sanson)
4. Göttingen (Barbara)
5. Il venait d'avoir 18 ans (Dalida)
6. Mamy Blue (Nicoletta)
7. Une femme avec toi (Nicole Croisille)
8. Ça casse (Maurane)
9. L'amour existe encore (Céline Dion)
10. Message Personnel (Françoise Hardy)
11. Toutes les femmes en moi (inedito)
12. Nuit Magique (Catherine Lara)
13. L'hymne à l'amour (Édith Piaf)